# НИИ фармакологии имени В. В. Закусова РАМН
Научно-исследовательский институт фармакологии (Учреждение Российской академии медицинских наук Научно-исследовательский институт фармакологии им. В. В. Закусова РАМН) — научно-исследовательский институт, входит в Отделение медико-биологических наук Российской академии медицинских наук в Москве.

## Краткая история
Институт создан в 1952 году, до 1969 года он назывался Институтом фармакологии и химиотерапии АМН СССР.
В 1954—1979 гг. Институтом руководил советский учёный-фармаколог, лауреат Ленинской (1976) и Государственной премии (1980) премий СССР, академик Академии медицинских наук СССР Василий Васильевич Закусов.
В 1979—1990 гг руководителем Института был академик РАМН, профессор А. В. Вальдман, ученик академика В. В. Закусова.
С 1991 по 2017 годы директор НИИ фармакологии РАМН — лауреат Государственной премии СССР (1980) и Государственной премии РФ (1998), академик РАМН, профессор С. Б. Середенин.
С 2003 по 2009 годы Институт назывался ГУ НИИ фармакологии имени В. В. Закусова РАМН.
С 2009 года Институт называется Учреждение Российской академии медицинских наук Научно-исследовательский институт фармакологии имени В. В. Закусова РАМН.
Ранее в Институте было 450 сотрудников, теперь около двухсот.
21 декабря 2011 года директор института — С. Б. Середенин — избран академиком РАН.
С июля 2017 года директор института — член-корреспондент РАН Андрей Дмитриевич Дурнев, а Серединин назначен научным руководителем института.

## Выдающиеся сотрудники Института
- Академик АМН СССР В. В. Закусов
- Академик РАН Н. К. Кочетков
- Профессор А. П. Сколдинов
- Академик РАМН Д. А. Харкевич
- Профессор Ю. И. Вихляев
- Академик РАМН А. В. Вальдман
- Профессор Б. И. Любимов
- Академик РАН и РАМН С. Б. Середенин

## Основные достижения
Академиком В. В. Закусовым внесен большой вклад в исследование вопросов фармакологии синаптической передачи.
Академик Д. А. Харкевич провел фундаментальные исследования фармакологии вегетативных ганглиев, благодаря чему стал возможен направленный синтез ганглиоблокаторов.
Под руководством главы первой в СССР лаборатории психофармакологии Ю. И. Вихляева были выполнены пионерские работы по фармакокинетике психотропов и изучению проблем толерантности и зависимости от них.
В Институте создана новая отрасль фармакологии и военной медицины — военная фармакология, в рамках которой разработан бензодиазепиновый транквилизатор феназепам. За это группе ученых из Института присудили Государственную премию СССР (1980).
Лекарственная токсикология — новое направление, разработанное в Институте профессором Б.И.Любимовым.
Академиком С. Б. Середениным впервые в СССР были начаты исследования по фармакогенетике.
В Институте созданы следующие препараты: феназепам, трифтазин, этаперазин, пиромекаин, гигроний, анатруксоний, циклобутоний, нонахлазин, этмозин, этацизин, боннекор, ноопепт, афобазол. Методы их промышленного производства также были разработаны в Институте.

## Основные направления исследований
Деятельность Института заключается в поиске и синтезе новых физиологически активных веществ, их скрининге, доклиническом и клиническом испытании, а также в изучении мишеней фармакологического воздействия и эндогенных регуляторов клеточных функций.
В основном, разрабатываются препараты следующих трех направлений:
- нейропсихотропные вещества
- кардиотропные вещества
- адаптогены

В Институте есть опытное производство для наработки готовых лекарственных форм, предназначенных для проведения клинических испытаний.
Диссертационный совет Института проводит защиты диссертаций по специальности 14.00.25 — фармакология, клиническая фармакология, медицинские и биологические науки.

## Международные связи
Институт сотрудничает с Университетами США, Финляндии, Германии, Италии, Канады.
С. Б. Середенин является инициатором регулярных международных конференций «Биологические основы индивидуальной чувствительности к психотропным средствам».
Также Институт принимал участие в конференциях Европейской коллегии нейропсихофармакологии (ECNP), симпозиумах по нейропсихофармакологии. Институт участвует в образовательной программе Международной коллегии по нейропсихофармакологии (CINP).

## Подразделения
- Лаборатория психофармакологии
- Лаборатория нейрохимической фармакологии
- Лаборатория фармакологической регуляции состояний зависимости
- Лаборатория радиоизотопных методов исследований
- Лаборатория клинической психофармакологии
- Лаборатория фармакологии цереброваскулярных расстройств
- Лаборатория фармакокинетики
- Отдел фармакогенетики
- Лаборатория лекарственной токсикологии
- Отдел химии
- Опытно-технологический отдел